# Беркли, Элизабет
Элизабет Беркли (англ. Elizabeth Berkley; род. 28 июля 1972, Фармингтон-Хилс, штат Мичиган, США) — американская модель и актриса телевидения, кино и театра.

## Биография
Элизабет Беркли родилась и выросла в Фармингтон-Хилсе, северном пригороде Детройта, округ Окленд, штат Мичиган. Элизабет родилась с глазами разных цветов. Её правый глаз наполовину зелёный и наполовину коричневый. Левый глаз — зелёный. Её мать Джер занимается бизнесом, а отец Фред Беркли — адвокат. Беркли — еврейка по происхождению и исповедует иудаизм. Беркли ходила в частную школу Крэнбрук в Блумфилд-Хилс, а в 1990 году закончила Северную среднюю школу Фармингтона в Фармингтон-Хилс, Мичиган.
С ранних лет она танцевала и занималась в комнате, которую её родители оборудовали в подвале их дома. В 1982 году, в возрасте десяти лет, она прослушивалась на ведущую роль фильме «Энни», но не прошла. Поскольку её любовь к танцу увеличилась, она стала больше времени уделять этому занятию, ездить в Нью-Йорк, чтобы обучаться с другими танцорами и балетмейстерами. Также начала принимать участие в нескольких балетах, включая Лебединое озеро и в 1983 году появилась в некоторых мюзиклах.

## Карьера
Прежде чем начать свою aктёрскую карьеру, Беркли была моделью в агентстве Elite Model Management. Её первый актёрский дебют состоялся в 1987 года в телефильме «Лягушка» (Frog), и после этого она стала много появляться в нескольких телешоу в качестве гостьи. В 1989 году, в возрасте семнадцати лет, она прослушивалась на роль Келли Каповски в телесериале «Спасённые звонком» (Saved by the Bell), но продюсеры шоу не могли решить, кого выбрать: её или Тиффани Тиссен. В результате они создали для Беркли персонаж Джесси Спано, роль, которую она играла с 1989 по 1993 года.
После работы в «Спасённом звонком», Элизабет прошла прослушивание в фильм «Шоугёлз» режиссёра Пола Верхувена и была утверждена на роль Номи Мэлоун. Эротическое и загруженное наготой кино получило спорный рейтинг NC-17 в Соединённых Штатах (первый большой фильм, который был сознательно предназначен, чтобы получить эту оценку), имелo кассовый провал и былo широко подвергнутo критике.
После неудачи фильма и награждения двумя премиями «Золотая малина» за её участие в фильме она появилась в маленькой роли в кинокомедии «Клуб первых жён», играя с Голди Хоун, Бетт Мидлер и Дайан Китон, прежде, чем озвучить роль главной героини «Наоми Армитаж» (Naomi Armitage) в видео аниме «Armitage III: Полиматрица». Над этим аниме она работала вместе с актёром Кифером Сазерлендом, который также озвучил главного персонажа «Росса Силибаса» (Ross Sylibus). Затем она сыграла роль дублёра певицы Мадонны по имени «Тина» в независимом фильме «Настоящая блондинка».
После выхода фильма «Шоугёлз» (который с тех пор достиг культового статуса среди поклонников фильма и получил номер 36 в списке журнала Entertainment Weekly), она выступила в сильных ролях поддержки в независимых фильмах, таких как «Сборщик податей», «Заметая следы», «Любимец женщин» (в котором её менеджер советовал ей не сниматься) и «Трогательный Малькольм». У неё также была маленькая роль девушки по вызову, нанятой персонажем Тони Д’Амато, которого сыграл Аль Пачино в спортивной драме Оливера Стоуна «Каждое воскресенье», a также ключевая роль втopoгo планa в фильме Вуди Аллена «Проклятие нефритового скорпиона».
Беркли появилась на театральной сцене вместе с Эдди Иззардом в роли Honey в лондонской постановке «Ленни». Она дебютировала на Бродвее, в комедии «Хитрая Лиса», где её партнёром был Ричард Дрейфус в феврале 2004 года. Она подменяла Кэтрин Келлнер в роли «Бонни» в 2005 году, в Off Broadway theater в пьесе «Сумятица» производства американского драматурга и сценариста Дэвида Рейба, играя рядом с Паркер Поузи, Итаном Хоуком и Бобби Каннавале.
Беркли получила большую похвалу за роль в «Сумятице» от Чарльза Ишервуда в газете The New York Times, который ранее критически отзывался о её способностях.
Беркли была замечена во многих драматических телевизионных ролях, а также выступала в качестве гостя, играя главную роль в таких телесериалах, как «Без следа», «C.S.I.: Место преступления Майами», «Предел», «Полиция Нью-Йорка» и «Закон и порядок: Преступное намерение». Однако, она осталась верной своим комическим корням, сыграв в успешной и приветствуемой критиками ситуационной комедии «Тайтус», в котором она исполнила роль сестры заглавного героя, Шеннона. Она также играла главную роль в телефильме «Соблазнение» производства телеканала Lifetime, в котором она выступила в роли Кристи Доусон, учительницы средней школы, противоправно обвиненной в сексуальном домогательстве одним из её студентов, который становится одержимым ею. В это же время в 2007 году вышел телефильм под названием «Чёрная вдова», в котором она перевоплотилась в женщину, подозреваемую в убийстве своих мужей, чтобы получить их деньги.
Беркли проводила реалити-шоу на кабельном телевизионном канале Bravo под названием «Step It Up and Dance» — соревнование, показывающее выступления десяти танцоров-подражателей, которые конкурируют друг с другом, чтобы выиграть денежный приз в размере $100 000, а также иметь возможность работать с главными балетмейстерами страны. Шоу стартовало в апреле 2008 года и было отменено после первого сезона. Реалити-шоу имело самые высокие рейтинги на телеканале Bravo, составляя в среднем 756 000 зрителей каждую неделю — 522 000 из которых были в возрасте 18 лет.
Во время пресс-тура шоу «Step It Up and Dance» Беркли появилась на различных шоу, включая различные утренние программы новостей, на телеканале ABC в 2 передачах «Джимми Киммел в прямом эфире» и The View, на канале CNBC в передаче «Большая идея с Донни Дойч», а также на телеканале E! в передаче «Chelsea Lately» и на Fuse TV в передаче «The Sauce».
Беркли играла главную роль вместе с Томасом Джейном в короткометражном фильме Дэвида Аркетта «Любящий дворецкий», премьера которого состоялась в Китайском театре Граумана в Лос-Анджелесе, в июне 2008 года.
В 2009 Беркли исполнила главную роль Келли Вентуорт в телесериале «Секс в другом городе». Вместе с ней в этом сериале снималась актриса Дженнифер Билз, которая в действительности является её подругой и ранее, в 2002 году, работала с ней в фильме «Любимец женщин».
Беркли в сотрудничестве с MTV разрабатывает реалити-шоу, которое будет сосредоточено на её собственной программе «Ask-Elizabeth» для девушек-подростков. Шоу будет следить за актрисой, которая путешествует по всей стране и встречается с девочками всех возрастов, чтобы обсудить различные важные для них темы. Шоу было анонсировано к выходу в конце 2009 года.

## Личная жизнь

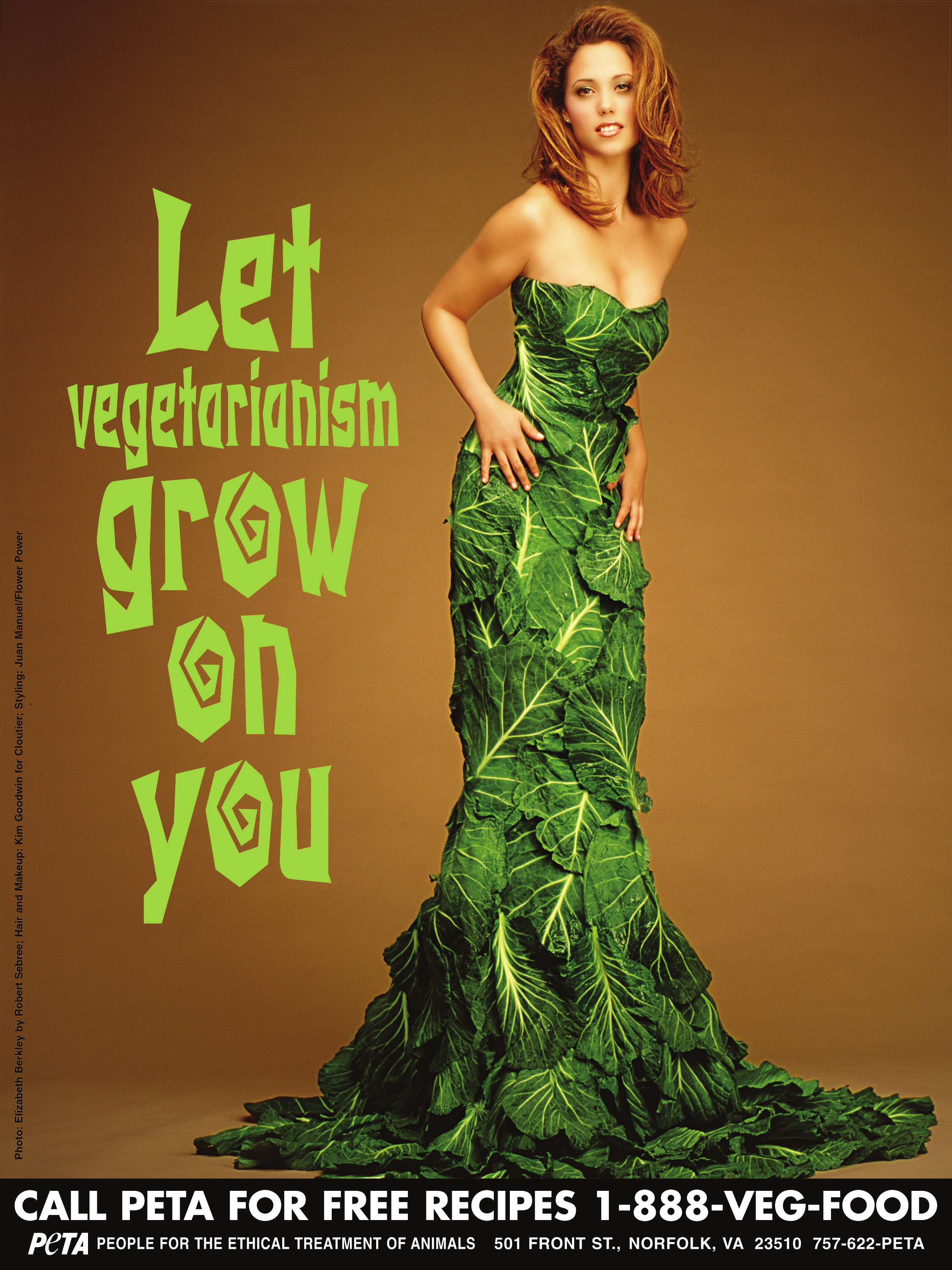
Беркли в рекламе организации PETA

Элизабет Беркли — преданный активист по защите прав животных и в 1997 году надевала облегающее платье за $600, сделанное полностью из листовой капусты компанией, спонсируемой организацией «Люди за этичное обращение с животными, PETA», чтобы попытаться поощрить людей принять вегетарианство.
В 2008, 2009, она была среди многих знаменитостей, которые были номинированы на звание «Самого сексуального вегетарианца года» (Sexiest Vegetarian of the Year).
1 ноября 2003 года Беркли вышла замуж за художника и актёра Грега Лорена. Беркли формально поменяла своё имя на Элизабет Беркли Лорен, однако в фильмах она использует свою девичью фамилию.
Беркли активно работает добровольцем с пожилыми людьми и в педиатрическом фонде СПИДа (Elizabeth Glaser Pediatric AIDS Foundation).
20 июля 2012 года у них родился сын Скай Коул Лорен.
Беркли развивает собственную продюсерскую компанию, названную «5,6,7,8 Productions», и надеется использовать её для различных проектов и как актриса, и как продюсер.

## Фильмография
| Год       |     | Русское название                        | Оригинальное название                   | Роль                          |
| --------- | --- | --------------------------------------- | --------------------------------------- | ----------------------------- |
| 1986      | с   | Дай мне перерыв                         | Gimme a Break!                          | девушка №1                    |
| 1986      | с   | Серебряные ложки                        | Silver Spoons                           | Мелисса                       |
| 1987      | тф  | Лягушка                                 | Frog                                    | Кэти                          |
| 1988      | кор | Платиновая блондинка                    | Platinum Blonde                         | девушка                       |
| 1988      | с   | Изо дня в день                          | Day by Day                              | Лизабет                       |
| 1989—1993 | с   | Спасённые звонком                       | Saved by the Bell                       | Джессика Мирти Спано          |
| 1990      | с   | Валери                                  | Valerie                                 | Эшли                          |
| 1990      | с   | Married People                          | Married People                          | Изабель                       |
| 1990      | с   | Жизнь продолжается                      | Life Goes On                            | Селена                        |
| 1992      | с   | Ворон                                   | Raven                                   | Дебора                        |
| 1992      | с   | Шаг за шагом                            | Step by Step                            | Лиза Морган                   |
| 1992      | с   | Спасатели Малибу                        | Baywatch                                | Кортни Бреммер                |
| 1992      | с   | Спасённые звонком: Гавайский стиль      | Saved by the Bell: Hawaiian Style       | Джессика Мирти Спано          |
| 1994      | с   | Диагноз: убийство                       | Diagnosis: Murder                       | Шэннон Тэтчер                 |
| 1994      | с   | Правосудие Берка                        | Burke’s Law                             | Хезер Чарльз                  |
| 1994      | тф  | Бандит едет в глубинку                  | Bandit: Bandit Goes Country             | Бет                           |
| 1994      | ф   | Молли и Джина                           | Molly & Gina                            | Кимберли Свини                |
| 1994      | с   | Спасённый звонком: Свадьба в Лас-Вегасе | Saved by the Bell: Wedding in Las Vegas | Джессика Мирти Спано          |
| 1995      | ф   | Белые волки 2: Легенда о диких          | White Wolves II: Legend of the Wild     | Кристалл Майерс               |
| 1995      | ф   | Шоугёлз                                 | Showgirls                               | Номи Мэлоун                   |
| 1996      | ф   | Клуб первых жён                         | The First Wives Club                    | Фиби, любовница Билла         |
| 1997      | с   | Причуды науки                           | Perversions of Science                  | Рут                           |
| 1997      | мс  | Armitage III                            | Armitage III: Poly Matrix               | Наоми Армитаж                 |
| 1997      | ф   | Настоящая блондинка                     | The Real Blonde                         | Тина                          |
| 1998      | ф   | Сборщик податей                         | The Taxman                              | Надя Рубаков                  |
| 1998      | ф   | Случайная встреча                       | Random Encounter                        | Алисия «Алли» Брейман         |
| 1999      | ф   | Три комнаты                             | Last Call                               | Элена                         |
| 1999      | ф   | Заметая следы                           | Tail Lights Fade                        | Ева                           |
| 1999      | ф   | Каждое воскресенье                      | Any Given Sunday                        | Мэнди Мёрфи                   |
| 2000      | с   | Джек и Джилл                            | Jack & Jill                             | Габи                          |
| 2000      | с   | Полиция Нью-Йорка                       | NYPD Blue                               | Николь Граф                   |
| 2001      | тф  | Лифт                                    | The Elevator                            | Селеста                       |
| 2001      | ф   | Проклятие нефритового скорпиона         | The Curse of the Jade Scorpion          | Джилл                         |
| 2001      | ф   | Груз                                    | The Shipment                            | Кэнди Колуччи                 |
| 2001—2002 | с   | Титус: Правитель гаража                 | Titus                                   | Шэннон                        |
| 2002      | ф   | Сенсация                                | Cover Story                             | Саманта Нобл                  |
| 2002      | ф   | Любимец женщин                          | Roger Dodger                            | Андреа                        |
| 2002      | с   | Сумеречная зона                         | The Twilight Zone                       | Мариса Сэнборн                |
| 2003      | тф  | Контроль разума                         | Control Factor                          | Карен Бишоп                   |
| 2003      | с   | C.S.I.: Место преступления              | CSI: Crime Scene Investigation          | Рени                          |
| 2003      | ф   | Детонатор                               | Detonator                               | Джейн Дрейер                  |
| 2003      | тф  | Соблазнение                             | Student Seduction                       | Кристи Даусон                 |
| 2003      | ф   | Трогательный Малькольм                  | Moving Malcolm                          | Лиз Вудвард                   |
| 2004      | с   | Без следа                               | Without a Trace                         | Линет Шау                     |
| 2005      | с   | Предел                                  | Threshold                               | Кристин Полчек                |
| 2006      | с   | Закон и порядок: Преступное намерение   | Law & Order: Criminal Intent            | Даниэль Куинн                 |
| 2008      | ф   | Лавка знакомств                         | Meet Market                             | Линда                         |
| 2008      | ф   | Чёрная вдова                            | Black Widow                             | Оливия Витфилд / Грейс Миллер |
| 2008—2009 | с   | C.S.I.: Место преступления Майами       | CSI: Miami                              | Джулия Уинстон                |
| 2008      | кор | The Butler’s in Love                    | The Butler’s in Love                    | Анжелика                      |
| 2009      | с   | Секс в другом городе                    | The L Word                              | Келли Вентворт                |
| 2009      | ф   | С. Дарко                                | S. Darko                                | Труди Поттер                  |
| 2009      | ф   | Женщины в беде                          | Women in Trouble                        | Трейси                        |
| 2011      | тф  | Счастливое Рождество                    | Lucky Christmas                         | Холли                         |
| 2014      | с   | Мелисса и Джоуи                         | Melissa & Joey                          | доктор Кэтрин Миллер          |
| 2015      | с   | Ночное шоу с Джимми Фэллоном            | The Tonight Show Starring Jimmy Fallon  | Джессика Мирти Спано          |
| 2016      | с   | Новенькая                               | New Girl                                | Бекки Каватаппи               |
| 2020      | с   | Спасённые звонком                       | Saved by the Bell                       | Джессика Мирти Спано          |